# أرخيلاوس الأول المقدوني
أرخيلاوس الأول المقدوني (باليونانية القديمة:Άρχέλαος Α΄ὁ Μακεδών) كان ملك مملكة مقدونيا القديمة من العام 413 ق.م. إلى العام 399 ق.م. وذلك بعد موت بيرديكاس الثاني. وهو ابن بيرديكاس الثاني من قبل امرأة كانت جارية لديه، حصل أرخيلاوس الأول على العرش بعد قتله لعمه، وابن عمه (الذي هو في الوقت نفسه أخوه الغير شقيق)، والذي كان الوريث الشرعي للعرش المقدوني، وبالرغم من ماضيه هذا إلا أنه أثبت بأنه حاكم قادر ورحيم، عرفت مقدونيا خلال فترة حكمه العديد من التغييرات الجذرية في الإدارة الرسمية والجيش والتجارة. خلفه على عرش مقدونيا كراتيروس المقدوني.

## استلامه السلطة
انتهى حكم بيرديكاس الثاني بوفاته وفي أثناء ذلك كانت مقدونيا متحالفة مع أثينا. وعندما استلم أرخيلاوس السلطة قام باستغلال الظروف التي كانت تمر بها أثينا وقلب موازيين الأمور واستطاع التخلص من التحالف مع أثينا والتي كانت تشكل تهديدا كبيرا على مقدونيا لنصف القرن.
ففي أواخر العام 413 ق.م. واجه الأثينيون هزيمة ساحقة في سيراكوزي حيث تحطم معظم أسطولهم البحري. الأمر الذي ترك الأثينيين في حاجة ماسة إلى كمية ضخمة من الخشب لبناء السفن الجديدة فقام أرخيلاوس بتحديد السعر الذي أراده. وجهز الأثينيين بكل سخاء بالخشب الذي احتاجوه. وكاعتراف منهم لمعروف أرخيلاوس هذا، قام الأثينيين بتشريف أرخيلاوس وأطفاله بعناوين وألقاب كـ «بروخينوس» (منصب ولقب بمعنى السفير الفخري) وأويرغيتيس (لقب بمعنى الواهب الطوعي).

## إصلاحاته ومساهماته
قام أرخيلاوس بالعديد من الإصلاحات الداخلية.وأصدر عملة جيدة كما أنه بنى معاقل ومناجم جديدة، استحوذ على طرق رئيسية (مهمة لحركة الجيش)، وحسن إدارة الجيش، خصوصا إدارة سلاح الفرسان والمشاة (هوبليت).
كان أرخيلاوس معروفا كرجل ثقافة وفن حيث اشتهر برعايته واتصالاته الثقافية والفنية حتى جنوب اليونان. وفي قصره الجديد في بيلا (حيث أنها أصبحت عاصمة المقدونيين الجديدة بدلا عن أيجة) استضاف الكثير من الشعراء العظماء والفنانين التراجيديين ومن بينهم أغاثون وأويريبيديس (الذي كتب مآسيه في كتابه المسمى أرخيلاوس وباكخاي) بالإضافة إلى الموسيقيين، والرسامون، ومن بينهم زويخيس (الرسام الأكثر شهرة من وقته).
كما أعاد أرخيلاوس تنظيم الألعاب الأولمبية وجعلها مهرجانا دينيا مليء بالمسابقات الموسيقية والرياضية التي تشرف الإله زيوس الأوليمبي والـ «موزيس» (إلهات إلهام) في ديون. وهكذا أصبحت مقدونيا في عصره مركز الثقافة والفن والرياضة حيث كان أمهر الرياضيين يأتون للمشاركة في الألعاب الأولمبية من كل أرجاء اليونان ولم يقف أرخيلاوس متفرجا فقط بل عمد أيضا إلى المشاركة والفوز ببعض الألعاب كفوزه في لعبة الـ «تيثريبون» (سباق العربات) والألعاب البيثية ، وفي العام 399 ق.م. توفي أرخيلاوس أثناء قيامه برحلة صيد على يد عشيقه كراتيروس المقدوني (هناك روايات أخرى انظر مقالة كراتيروس المقدوني).

### آراء المؤرخين
- أكد المؤرخ ثوكيدايديس بأن الأعمال التي قام بها أرخيلاوس فاقت أعمال ومساهمات كل أسلافه.
- وصفه كلاودياس أيلييانوس، بأنه الملك الذي استطاع مقدونيا إلى قوة عظمى [3]

## وصلات خارجية
- عملة أرخيلاوس
- أسلاف أرخيلاوس